# 16 سبتمبر
- السبت
- الأحد
- الاثنين
- الثلاثاء
- الأربعاء
- الخميس
- الجمعة

- 307 ربيع الأول 1447  هـ
- 318 ربيع الأول 1447  هـ
- 19 ربيع الأول 1447  هـ
- 210 ربيع الأول 1447  هـ
- 311 ربيع الأول 1447  هـ
- 412 ربيع الأول 1447  هـ
- 513 ربيع الأول 1447  هـ
- 614 ربيع الأول 1447  هـ
- 715 ربيع الأول 1447  هـ
- 816 ربيع الأول 1447  هـ
- 917 ربيع الأول 1447  هـ
- 1018 ربيع الأول 1447  هـ
- 1119 ربيع الأول 1447  هـ
- 1220 ربيع الأول 1447  هـ
- 1321 ربيع الأول 1447  هـ
- 1422 ربيع الأول 1447  هـ
- 1523 ربيع الأول 1447  هـ
- 1624 ربيع الأول 1447  هـ
- 1725 ربيع الأول 1447  هـ
- 1826 ربيع الأول 1447  هـ
- 1927 ربيع الأول 1447  هـ
- 2028 ربيع الأول 1447  هـ
- 2129 ربيع الأول 1447  هـ
- 2230 ربيع الأول 1447  هـ
- 231 ربيع الآخر 1447  هـ
- 242 ربيع الآخر 1447  هـ
- 253 ربيع الآخر 1447  هـ
- 264 ربيع الآخر 1447  هـ
- 275 ربيع الآخر 1447  هـ
- 286 ربيع الآخر 1447  هـ
- 297 ربيع الآخر 1447  هـ
- 308 ربيع الآخر 1447  هـ
- 19 ربيع الآخر 1447  هـ
- 210 ربيع الآخر 1447  هـ
- 311 ربيع الآخر 1447  هـ

16 سبتمبر أو 16 أيلول أو يوم 16 \ 9 (اليوم السادس عشر من الشهر التاسع) هو اليوم التاسع والخمسون بعد المئتين (259) من السنوات البسيطة، أو اليوم الستون بعد المئتين (260) من السنوات الكبيسة وفقًا للتقويم الميلادي الغربي (الغريغوري). يبقى بعده 106 يوما لانتهاء السنة.

## أحداث
- 1400 - المتمرد الويلزي أوين غليندور يعلن نفسه أميرًا لويلز.
- 1431 - تمت معاهدة فخرية بين المسلمين والقشتاليين في الأندلس، قطعت بها مملكة قشتالة أكبر خطوة في سبيل تحقيق أمنيتها لتصفية الوجود الإسلامي في الأندلس.
- 1543 - وقع العثمانيون معاهدة مع فرنسا لإدارة ميناء طولون الفرنسي.
- 1591 - عقدت الدولة العثمانية معاهدة مع بولونيا نصت على تبعية بولونيا (لتوانيا) للدولة العثمانية.
- 1776 - وقوع «معركة مرتفعات هارلم»، وهي إحدى معارك حرب الاستقلال الأمريكية.
- 1804 - قام العالم الكيميائي والفيزيائي الفرنسي لويس جوزيف بطلعة في منطاد مملوء بالهيدروجين والتحليق على ارتفاع 7.16 متر. لقياس جاذبية الكرة الأرضية ودرجة الحرارة وضغط الهواء والتركيز الكيميائي.
- 1810 - استقلال المكسيك عن إسبانيا.
- 1908 - تأسيس شركة جنرال موتورز.
- 1931 - القوات الإيطالية تعدم شنقًا المجاهد الليبي عمر المختار.
- 1940 - منظمة «الليحي» الصهيونية تستولي على مدخرات بنك آباك في تل أبيب بعد اعتقال أحد أعضائها.
- 1941
  - شاه إيران رضا بهلوي يتنازل عن العرش لابنه محمد رضا بهلوي.
  - المشير النازي فيلهلم كايتل يأمر بقتل 50 شيوعيًا عن كل جندي ألماني جريح وقتل 100 منهم عن كل جندي ألماني قتيل.
  - تاج الدين الحسني يتسلم رئاسة الجمهورية السورية رسمياً بتكليف من سلطة الانتداب الفرنسي، ويطلب من حسن الحكيم تشكيل الحكومة الجديدة.
- 1945 - استسلام القوات اليابانية في هونغ كونغ للأدميرال البريطاني «سيسيل هاركورت».
- 1952 - الشيخ محمد الخضر حسين يتولى مشيخة الأزهر خلفا للشيخ عبد المجيد سليم البشري الذي استقال.
- 1955 - انقلاب عسكري يطيح الرئيس خوان بيرون في الأرجنتين.
- 1959 - الرئيس الفرنسي ديغول يعترف للجزائريين بحق تقرير مصيرهم.
- 1963 - تأسيس ماليزيا من اتحاد الملايا وسنغافورة وبورنيو الشمالية البريطانية وسراوق.
- 1966 - تدشين دار أوبرا ميتروبوليتان بمركز لينكون في مانهاتن.
- 1969 - تعيين الإمام الأكبر محمد الفحام شيخا للجامع الأزهر.
- 1970 - ملك الأردن الحسين بن طلال يعلن الحكم العسكري في أعقاب اختطاف أربع طائرات مدنية من قبل الجبهة الشعبية لتحرير فلسطين بزعامة جورج حبش.
- 1975 -
  - بابوا غينيا الجديدة تحصل على استقلالها من أستراليا.
  - انضمام كل من الرأس الأخضر وموزمبيق وساو توميه وبرينسيب إلى الأمم المتحدة.
- 1978 -
  - أعلن الحاكم العسكري الباكستاني رئيس السلطة التنفيذية الجنرال محمد ضياء الحق نفسه رئيساً للجمهورية ليصبح بذلك الرئيس السادس لباكستان.
  - ستون ألف قتيل في زلزال في إيران.
- 1979 - وصول نائب رئيس الوزراء الأفغاني حفيظ الله أمين للسلطة بعد إطلاق نار في القصر أدى إلى مقتل رئيس الوزراء تاراكي.
- 1980 - انضمام سانت فنسينت والجرينادينز إلى الأمم المتحدة.
- 1982 -
  - بدء مذبحة صبرا وشاتيلا في لبنان.
  - إعدام وزير الخارجية الإيراني الأسبق صادق قطب زاده بتهمة التآمر على الدولة.
- 1987 - توقيع بروتوكول مونتريال لحماية طبقة الأوزون.
- 1990 - أعلن في بغداد تعيين علي حسن المجيد وزير الحكم المحلي محافظاً للكويت.
- 1991 - بدء محاكمة الرئيس البنمي المخلوع مانويل نورييغا في الولايات المتحدة.
- 1992 - رفضت الحكومة البريطانية الدخول في نظام سعر الصرف الأوروبي.
- 1998 - تأسيس الجماعة السلفية للدعوة والقتال في الجزائر.
- 2004 - إعصار إيفان يضرب فلوريدا ويسبب دمار هائل ليصبح رابع أقوى إعصار يضرب الولايات المتحدة في تاريخها.
- 2005 - دولة الكويت توقع في مقر الأمم المتحدة على الاتفاقية الدولية لقمع أعمال الإرهاب النووي لتصبح الدولة الستون التي توقع على هذه الاتفاقية.
- 2009 - الرئيس اللبناني ميشال سليمان يعيد تكليف زعيم تيار المستقبل النائب سعد الدين الحريري بتشكيل الحكومة اللبنانية وذلك بعد تسميته من 73 نائب من نواب المجلس النيابي.
- 2009 - إغلاق الجيش الأمريكي لسجن بوكا، أنثاء احتلاله للعراق.
- 2013 -
  - حادثة القتل الجماعي في واشنطن نافي يارد تخلف 13 قتيلا بينهم منفذ العملية، إلى جانب حوالي 27 جريحا.
  - إعادة تشغيل مجمع كيسونغ الصناعي وذلك بعد توقف دام لأكثر من خمسة أشهر بعد أزمة 2013.
- 2014 - انطلاق اجتماعات الدورة التاسعة والستين للجمعية العامة للأمم المتحدة في نيويورك.
- 2015 -
  - زلزال عنيف مقداره 8.3 على مقياس رختر يضرب مدينة إلابل في تشيلي.
  - انقلاب عسكري في بوركينا فاسو واعتقال الرئيس ميشيل كافاندو ورئيس الوزراء يعقوب إسحاق زيدا ومسؤولين آخرين.
- 2017 - المنتخب التونسي يفوز بالدورة 29 من بطولة أمم أفريقيا لكرة السلة وذلك أمام حامل اللقب منتخب نيجيريا.
- 2018 - مقتل 70 شخصًا على الأقل بسبب إعصار مانكوت الذي ضربَ الفلبين وتايوان وبعض الأجزاء الجنوبية من الصين.
- 2020 - يوشيهيديه سوغا يتولَّى رئاسة وزراء اليابان خلفًا لرئيس الوزراء المستقيل شينزو آبي.
- 2022 - مقتل الشابة مهسا أميني في العاصِمة الإيرانيّة طهران، من قِبل شرطة الأخلاق، مما أدى إلى إحتجاجات ومظاهرات عارمة في المدن الإيرانية.

## مواليد
- 1386 - الملك هنري الخامس، ملك إنجلترا.
- 1521 - الإمبراطور جياجينغ، إمبراطور الصين.
- 1777 - ناثان ماير روتشيلد، مصرفي يهودي ألماني.
- 1853 - ألبرشت كوسل، طبيب ألماني حاصل على جائزة نوبل في الطب عام 1910.
- 1858 - أندرو بونار لو، رئيس وزراء المملكة المتحدة.
- 1859 - يووان شيركاي، سياسي، وقائد عسكري الصين.
- 1877 - جاكوب شيك، مخترع أمريكي أمريكي.
- 1886 - جان آرب، رسام ونحات وشاعر فرنسي ألماني.
- 1888 - فرانس إيميل سيلانبا، كاتب فنلندي حاصل على جائزة نوبل في الأدب عام 1939.
- 1891 - كارل دونيتس، رئيس ألمانيا النازية.
- 1893 - ألبرت ناجيرابولت، طبيب هنغاري حاصل على جائزة نوبل في الطب عام 1937.
- 1894 - عبد الوارث عسر، ممثل مصري.
- 1897 - ميلت فرانكلين، موسيقي أمريكي.
- 1922 - غاي هاملتن، مخرج إنجليزي.
- 1924 - لورين باكال، ممثلة أمريكية.
- 1936 - جهيمان العتيبي، إرهابي سعودي.
- 1945 - ليلى نظمي، مغنية مصرية.
- 1950 - طارق متري، أكاديمي وسياسي لبناني.
- 1951 -
  - ريني فان دي كركوف، لاعب كرة قدم هولندي.
  - ويلي فان دي كركوف، لاعب كرة قدم هولندي.
- 1952 - ميكي رورك، ممثل أمريكي.
- 1965 - كارلهاينز ريدل، لاعب ومدرب كرة قدم ألماني.
- 1966 - ذكرى، مغنية تونسية.
- 1968 - مارك أنتوني، مغني أمريكي.
- 1985 - إمارات رزق، ممثلة سورية.
- 1988 - مريم حسين، ممثلة مغربية.
- 1992 - نك جوناس، مغني وممثل أمريكي.

## وفيات
- 1701 - الملك جيمس الثاني، ملك إنجلترا.
- 1736 - دانيال غابرييل فهرنهايت، عالم فيزياء ألماني.
- 1824 - الملك لويس الثامن عشر، ملك فرنسا.
- 1925 - ألكسندر فريدمان، عالم فيزياء روسي.
- 1931 - عمر المختار، مجاهد ليبي لقب بشيخ المجاهدين.
- 1932 - رونالد روس، طبيب إنجليزي حاصل على جائزة نوبل في الطب عام 1902.
- 1944 - جوستاف باور، مستشار ألمانيا.
- 1977 - ماريا كالاس، مغنية أمريكية يونانية.
- 1980 - جان بياجيه، عالم سويسري في علم النفس.
- 1996 - ماك جورج باندي، سياسي أمريكي.
- 2006
  - فؤاد المهندس، ممثل مصري.
  - موشيه ساسون، ثاني سفير لإسرائيل في مصر.
- 2022 - سمير مطاوع، سياسي ووزير أردني.

## أعياد ومناسبات
- اليوم العالمي للحفاظ على طبقة الأوزون.
- عيد الاستقلال في المكسيك.
- عيد الاستقلال في بابوا غينيا الجديدة.
- يوم الشهيد في ليبيا.
- عيد تأسيس ماليزيا.

## وصلات خارجية
- وكالة الأنباء القطريَّة: حدث في مثل هذا اليوم.
- النيويورك تايمز: حدث في مثل هذا اليوم.
- BBC: حدث في مثل هذا اليوم.